# Dragon Ball Z : La Légende Saien
Dragon Ball Z : La Légende Saien (ドラゴンボールZ 超武闘伝2, Doragon bōru zetto: Chō butōden tzū, littéralement « Dragon Ball Z : Les supers arts martiaux 2 »), typographié Dragon Ball Z : LA Légende SAIEN, est un jeu vidéo de combat, deuxième jeu de la série Super Butōden, sorti sur Super Nintendo le 17 décembre 1993.
Lors de la sortie du jeu, qui arrive seulement 9 mois après le premier épisode, le chapitre le plus récent alors sorti est le chapitre 451 ("Le repas de Yakon, la créature magique"), publié dans le Weekly Shōnen Jump 1994 #02 (14 décembre 1993), au début la saga Boo. A ce stade, on ne sait pas à ce moment à quoi ressemblera Boo. C'est la raison pour laquelle le jeu est basé sur la fin de la saga Cell (les cyborgs ne sont pas présents), et afin de proposer de nouveaux personnages, ce sont les deux films Broly le super guerrier (sorti en Mars) et Les Mercenaires de l'espace (sorti en Juillet) qui sont mis en avant. Les développeurs n'ont eu que quelques mois pour ajouter ces personnages, et inventer un scénario parfois éloigné du film pour les besoins du jeu. Le titre du jeu est erroné du fait qu'à l'époque le terme Saiyan était encore instable. De nos jours, le titre correct serait La Légende Saiyan.
À sa sortie en France, le jeu était accompagné du premier tome du manga Dragon Ball,.

## Trame

### Personnages
Dans la version japonaise, Broly et Goku sont des personnages supplémentaires qu'on obtient grâce à un code en finissant le jeu avec tous les personnages du mode « Histoire ». Dans la version européenne, le code peut se faire mais ne débloque pas les personnages vu qu'ils sont déjà introduit.
- Sangohan (孫 悟飯, Son Gohan?)
- Vegeta (ベジータ, Bejīta?)
- Trunks (トランクス, Torankusu?)
- Piccolo (ピッコロ, Pikkoro?)
- Cell (セル, Seru?)
- Petits Cell (セルジュニア, Seru Junia?)
- Aki (ザンギャ, Zangya?)
- Kujila (ボージャック, Bōjakku?)
- Sangoku (孫 悟空, Son Gokū?)
- Tara (ブロリー, Burorī?)

### Histoire
Cell a absorbé les cyborgs nº17 et nº18, et a atteint sa forme parfaite. Il laisse 10 jours à nos héros pour se reposer, avant de l'affronter à nouveau dans un championnat d'art martiaux qu'il a organisé lui même nommé le "Cell Game".
Après avoir battu Cell, nos héros sont confrontés à des pirates de l'espace issus de l'explosion de la planète de maitre Kaio (car les pirates étaient enfermés dedans) et veulent pomper l'énergie de la planète terre grâce à des tours construites un peu partout. Nos héros doivent donc les arrêter.

## Système de jeu

### Contenu
Le jeu reprend les bases du premier épisode Dragon Ball Z: Super Butōden, sorti une année plus tôt. Le titre contient un mode histoire, un mode versus et un mode championnat. Au moment de la sortie du jeu en France, en juin 1994, la plupart des OAVs ne sont pas encore parus et le public découvre de nouveaux personnages inédits tels que Broly, Bojack ou Zangya,. Le mode histoire reprend l'intrigue de l'arc Cell de la série animée, quatre personnages y sont proposés : Vegeta, Trunks, Son Gohan et Piccolo,. Dans la version PAL du jeu, Zangya est renommée Aki et Broly est renommé Tara. Deux personnages secrets (Super Saiyan Goku et Broly) peuvent se débloquer à l'aide d'un code qui doit s'exécuter durant l'intro du jeu, si la manipulation du code est bien réalisée, une voix digitalisée (« Kakarotto ») se lance.

### Gestion des jauges
Le joueur dispose d'une ou plusieurs jauges de santé selon les circonstances (une première jauge jaune et une autre jauge verte superposée si sa santé est assez élevée). Lorsque le joueur atteint un état critique (défaite dans quelques coups), sa jauge de santé se met à clignoter en rouge.
Une deuxième jauge, située sous celle de santé, symbolise le Ki du joueur. Toute attaque à base de vague d'énergie, qu'elle soit mineure ou majeure, utilise du Ki (la quantité de Ki utilisée dépendant de l'importance de l'attaque). Si jamais le joueur utilise la totalité de sa barre de Ki, il se retrouve épuisé et totalement vulnérable aux assauts adverses pendant quelque temps. Le joueur peut se recharger en Ki en faisant jaillir son aura via une combinaison de touches (Y+B), mais se retrouve dès lors vulnérable aux attaques adverses.

### Déplacements
Les deux personnages combattant ne sont pas contraints de rester sur le même écran, si la distance qui les sépare surpasse celle d'un écran, ce dernier se divise en deux, chaque moitié étant centrée sur un joueur. Un radar simpliste, situé sous les jauges de santé et de Ki, aide les joueurs à évaluer la distance qui les sépare de leur adversaire et à suivre le parcours des attaques à base de Ki.
Les stages sont divisés en deux niveaux : l'un sur terre, l'autre dans les airs. Le joueur peut passer de l'un à l'autre par pression d'une simple touche, à condition d'être dans une situation d'écran divisé.

### Coups spéciaux
Chaque personnages disposent de coups spéciaux et de deux niveaux de super attaque de Ki (correspondant aux techniques célèbres utilisées dans la série par les différents personnages) : moyen et puissant (la version puissante consommant plus de Ki). Si le joueur est assez proche de l'adversaire, il concentre son attaque pendant un long moment avant de la lancer sous forme d'une boule d'énergie un peu plus grosse que les autres, mais ceci le laisse totalement vulnérable pendant un très long moment, et l'adversaire peut l'esquiver aussi facilement qu'une simple boule d'énergie (en sautant ou en maintenant tout simplement arrière pour se protéger et réduire les dégâts). S'il est assez éloigné, une séquence spéciale se déclenche : l'écran divisé disparaît et la caméra se focalise sur l'attaquant lançant son attaque, avant de se focaliser sur son adversaire, qui peut à ce moment tenter un moyen de défense à l'aide de manipulations spécifiques :
- Protection : il place ses bras croisés devant lui pour se protéger au mieux, réduisant les dégâts de moitié.
- Déviation : il retient la vague d'énergie adverse et tente de la dévier. S'il échoue, la vague explose et lui inflige des dégâts maximum. S'il réussit, il ne reçoit que très peu de dégâts.
- Explosion : il fait exploser la vague d'énergie adverse grâce à une forte émission de Ki, ce qui lui épargne tout dégât, mais lui consomme une certaine quantité de Ki.
- Contre-attaque : il effectue lui aussi une super attaque de Ki, ce qui mène à un combat de vague d'énergie. Celui qui gagne voit son attaque continuer sa route vers l'adversaire, qui est complètement épuisé et ne peut plus tenter la moindre technique de défense. C'est donc quitte ou double : le joueur qui contre-attaque à tout à y gagner s'il remporte la victoire puisqu'il inflige de lourds dégâts à l'adversaire au lieu d'en subir, mais il a tout à y perdre s'il échoue car il ne pourra plus atténuer ou annuler l'attaque et prendre forcément le maximum de dommages.

### Modes de jeu

#### Histoire
Un mode Histoire est disponible, commençant au Cell Game, et incluant des intrigues supplémentaires impliquant Bojack, Zangya et Broly. Quatre personnages sont disponibles : Son Gohan, Trunks, Vegeta et Piccolo. Les scénarios liés à Bojack, Zangya et Broly sont bien différents de ceux des films dont ils proviennent. Par exemple, Zangya et Bojack viennent sur Terre dans le but de récupérer les Dragon Balls, accompagnées par des clones maléfiques des héros.
Selon que le joueur gagne ou soit vaincu lors d'une bataille, le scénario prend une tournure différente, ce qui laisse au joueur nombre de possibilités à essayer.
Si le joueur sélectionne le niveau de difficulté 3 ou 4 (les plus durs), il peut disposer d'une partie de scénario additionnelle et se battre ainsi contre Broly et Son Goku (le combat contre Son Goku se fait si on fait l'histoire de Son Gohan), ce qui lui permet par ailleurs, en cas de victoire, d'accéder à la fin secrète.

#### Combat
Permet au joueur de déclencher des combats directs suivant trois schémas possibles :
- Joueur 1 contre Joueur 2.
- Joueur contre Intelligence Artificielle.
- Intelligence Artificielle contre Intelligence Artificielle (le joueur ne peut pas en choisir l'identité)

#### Tournoi
Un mode tournoi permet à huit personnages, humains ou contrôlés par la console, de se battre en vue de devenir champion du Tenkaichi Budokai. Il n'est pas possible que les combattants sortent de la surface de combat.
Entre chaque combat, l'arborescence des batailles apparaît pour faire suivre la progression du championnat, avec les personnages représentés en SD (Super Déformés), accompagnés d'un petit panneau rappelant s'il s'agit d'un joueur ou de l'intelligence artificielle.
Lorsque l'intelligence artificielle est amenée à se battre contre elle-même, la bataille n'est pas affichée sur l'écran. L'affichage revient pour le schéma d'organisation des duels.

### Secrets

#### Meteor Smashes
Des techniques secrètes, qui ne sont pas indiquée dans la liste des commandes des personnages, permettent au joueur d'exécuter une attaque fulgurante qui varie d'un personnage à l'autre. Ces enchaînements spéciaux ôtent une grande quantité d'énergie vitale à l'adversaire. L'intelligence artificielle utilise parfois ces techniques puissantes.

#### Personnages cachés
Il est possible de jouer certains personnages cachés (Broly et Son Goku) en effectuant un enchaînement de mouvements avec la manette 1 lors de l'écran d'introduction… La voix de Broly se fait entendre quand on réussit cet enchaînement à temps. La version française de ce jeu n'est pas concernée par cette astuce, tous les personnages étant débloqués dès le démarrage du jeu.

## Développement

### Bande originale
L'OST (Original Soundtrack) du jeu a été commercialisée en CD au Japon.
Le disque contient dix pistes reprenant toutes les musiques de base présentes dans le jeu, mais entièrement réarrangées avec des ressources musicales plus puissantes que celles de la Super Nintendo. Seule la version rythmée de Opening est manquante, ainsi que les musiques Butōden 4, Butōden 5, Butōden 6 et Title du jeu original.
Deux des pistes présentes sur le disque ont été retravaillées avec un véritable orchestre, celles labellisées Suite et reprenant chacune plusieurs musiques en une seule piste.
Ci-dessous se trouve la liste des pistes du CD, les noms étant écrits avec leurs caractères japonais tels qu'ils apparaissent sur la boîte officielle du disque, suivis de leur transcription directe et de leur signification :
1. Opening (オーブニング?, Ouverture)
2. SUITE:1 Butōden Mōdo (Suite:1 武闘伝モード, SUITE:1 Butōden Mōdo?, SUITE N°1 : Mode Histoire)
3. Bejīta No Tēma (ベジータのテーマ, Bejīta No Tēma?, Thème de Vegeta)
4. Zangya No Tēma (サンギャのテーマ, Zangya No Tēma?, Thème de Zangya)
5. Son Gohan No Tēma (孫悟飯のテーマ, Son Gohan No Tēma?, Thème de Son Gohan)
6. Pikkoro No Tēma (ピッコロのテーマ, Pikkoro No Tēma?, Thème de Piccolo)
7. Seru No Tēma (セルのテーマ, Seru No Tēma?, Thème de Cell)
8. Bōjakku No Tēma (ボージャックのテーマ, Bōjakku No Tēma?, Thème de Bojack)
9. Torankusu No Tēma (トランクスのテーマ, Torankusu No Tēma?, Thème de Trunks)
10. SUITE:2 Final Battle - Ending (Suite:2 ファイナルバトル~エンティング?, SUITE N°2 : Bataille finale - Fin)

SUITE:1 Butōden Mōdo reprend dans l'ordre les musiques Butōden 3, Butōden 2 et Butōden 1.
SUITE:2 Final Battle - Ending reprend les pistes qui ne peuvent pas être écoutées librement dans le menu "Options" du jeu, à savoir le thème de Broly (Final Battle) et les musiques de la fin normale ainsi que de la fin secrète (Ending).

### Problèmes de traduction
Beaucoup de phrases sont mal construites et certaines peuvent difficilement trouver un sens. Le problème de la traduction est dû à la limite de place. En effet, un caractère japonais (hiragana, katakana et kanji) contient deux ou trois lettres en français. Par exemple, 孫 = Son, 悟 = Go et 空 = Kû.
Certains des personnages sont également nommés de manière étrange, avec des noms qui n'existent dans aucune version de l'anime, alors que les noms habituels sont utilisés dans la version japonaise. Par exemple :
- Bojack s'appelle Kujila
- Broly s'appelle Tara
- Dendé s'appelle Dandy
- Kaiô s'appelle Gardien
- Mr Satan s'appelle Enfer
- Zangya s'appelle Aki
- Les thèmes du jeu ont aussi trois erreurs, celui de Zangya est écrit "madame" ,celui de Bojack est écrit "géant" et un dernier qui est écrit "banadi" uniquement dans les options.